# Авиценна (лунный кратер)
Кратер Авиценна (лат. Avicenna) — ударный кратер на обратной стороне Луны, лежащий у северной части вала кратера Лоренц. Название присвоено в честь средневекового учёного, философа и врача Авиценны (980—1037), в другой транскрипции ибн Сины, и утверждено Международным астрономическим союзом в 1970 г. Образование кратера относится к донектарскому периоду.

## Описание кратера
На северо-востоке от кратера раполагаются кратер Брегг и Лакчини, на севере кратер Шенфельд, на юго-востоке кратеры Нернст и Рентген, на юге кратер Лоренц, на юго-западе кратер Уинлок. Селенографические координаты центра кратера 39°38′ с. ш. 97°17′ з. д. / 39,63° с. ш. 97,28° з. д., диаметр составляет 73 км, глубина — 2,7 км.

Северная часть кратера нарушена последующими импактами, южная и юго-восточная части вала кратера разрушены. Южную часть вала перекрывает небольшой кратер. Наибольшая высота вала над окружающей местностью составляет 1310 м. Южная часть чаши кратера отмечена несколькими небольшими кратерами. Объём кратера — приблизительно 4950 км³.

## Сателлитные кратеры
| Авиценна | Координаты                                             | Диаметр, км |
| -------- | ------------------------------------------------------ | ----------- |
| E        | 40°11′ с. ш. 91°15′ з. д. / 40,19° с. ш. 91,25° з. д.  | 25,6        |
| G        | 39°11′ с. ш. 92°03′ з. д. / 39,19° с. ш. 92,05° з. д.  | 24,5        |
| R        | 38°54′ с. ш. 100°05′ з. д. / 38,9° с. ш. 100,08° з. д. | 18,7        |